# Ciprusolaj
A ciprusolaj a ciprus illóolaja.

## Hatásai
Idegerősítő és idegnyugtató, csillapítja a légúti panaszokat, enyhíti a menstruációs és klimaxos panaszokat, aranyér és visszér ellen is hatásos

## Használata
Összehúzza az ereket és van reumaellenes hatása is. Gátolja az izzadást, vízhajtó és fertőtlenítő hatása van. Gyakran alkalmazzák aranyér-kenőcsökben és narancsbőr elleni szerekben. Szájvízbe rakva és öblögetve vele csillapítja a fogínygyulladást.